# Articles of War
Les mots Articles of War (Articles de guerre) désignent un ensemble de textes destinés à fixer les règles à suivre dans un pays en temps de guerre, aussi bien par l'armée que par la marine.

## Historique

### Grande Bretagne
L'expression est d'origine anglaise, utilisée pour la première fois en 1637 par Robert Monro (en) (sous la forme Articles of warres), dans son ouvrage His expedition with the worthy Scots regiment called Mac-keyes regiment etc.
Les articles de guerre sont initialement publiés en 1653, en matière maritime, par les Lords Commissioners de l'Amirauté. Il s'agit d'instructions de combat rédigées après la défaite de Dungeness. Peu de temps après la Restauration, en 1661, sous le règne de Charles II, ils sont convertis en loi du Parlement. Modifiés à nouveau en 1749, après la bataille du cap Sicié, ils renforcent encore la discipline. L'exécution de l'amiral John Byng, est ordonnée en application de ces textes. Un amendement de 1779 marque le début d'un processus progressif d'assouplissement des peines les plus draconiennes. Les articles de guerre sont conservés dans la loi sur la discipline navale de 1957, puis remplacés par les dispositions de la loi de 2006 sur les forces armées des trois services.
Dans l'armée de terre, le premier ensemble d'articles de guerre pour l'armée anglaise apparait en 1707, rédigé sous Guillaume III (Guillaume d'Orange). Ils remplacent les règles et ordonnances de guerre médiévales émis par le roi au début de chaque expédition ou campagne. S'y substituent des Règlements royaux permanents.
Les articles de guerre tombent en désuétude et sont omis dans la loi sur l'armée de 1955.
Aujourd'hui, ce terme s'applique essentiellement aux règles mises en place par l'Angleterre à la suite de la Glorieuse Révolution.

### États-Unis
Il s'applique également aux règles mises en place ensuite par les États-Unis sur la base des textes britanniques.
Le 30 juin 1775, le Congrès américain établit 69 articles de guerre pour régir la conduite de l'armée continentale. En vigueur lors de sa ratification en 1789, l'article I, section 8 de la Constitution américaine prévoit que le Congrès a le pouvoir législatif de réglementer les forces terrestres et navales. Le 10 avril 1806, le Congrès américain promulgue 101 articles de guerre (pour l'armée et la marine), qui ne sont révisés qu'au cours de la guerre de Sécession. Les articles de guerre de 1806 sont révisés par le Code Lieber (1863), pour permettre légalement à l'armée de l'Union de combattre les guérilleros confédérés et les civils ennemis. Le 4 juin 1920, le Congrès promulgue 121 articles de guerre qui entrent en vigueur le 4 février 1921. Le système de justice militaire continue à fonctionner sous le régime des articles de guerre jusqu'au 31 mai 1951, date à laquelle le Code unifié de justice militaire entre en vigueur.